# Raja Ampat
Raja Ampat (übersetzt das Reich der vier Rajas) ist ein Archipel im Indopazifik in Indonesien.

## Geographie

### Lage

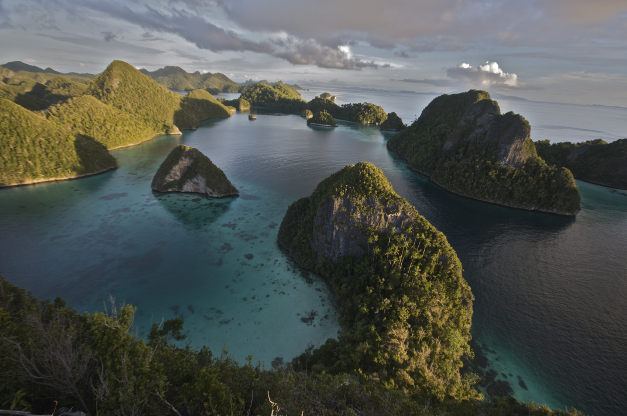
Luftbildaufnahme von Raja Ampat

Der Archipel liegt östlich der Molukkeninsel Halmahera und nordwestlich der Vogelkophalbinsel von Neuguinea. Den nördlichsten Punkt bildet die Insel Fani (Gruppe der Asia-Inseln), die sich direkt südlich vom Nachbarstaat Palau befinden. Zu Raja Ampat gehören 1800 Inseln. Die vier Hauptinseln sind Misool im Süden, Salawati und Batanta im Osten und Waigeo im Norden. Die Dampierstraße führt zwischen Waigeo und Gam und Batanta, Salawati und Neuguinea im Süden. Die Bougainvillestraße trennt Waigeo im Osten von kleineren Inseln im Westen, wie Kawe und die Waiaginseln (Kepulauan Wayag). Die Sagawinstraße trennt Batanta von Salawi. Westlich schließt sich die Halmaherasee an, südlich die Seramsee und nach Norden der offene Pazifik.
Die Inseln unterscheiden sich teilweise sehr stark voneinander. Die vier Hauptinseln sind gebirgig mit sandiger und felsiger Küste. Kleinere Inseln umgeben sie zumeist. Die kleinen Inseln jenseits der vier Großen bestehen nur aus Fels und Stein und eignen sich daher nicht für den Ackerbau, so dass sich die Einwohner ihren Lebensunterhalt nur als Fischer verdienen können.

### Klima
Der Archipel verfügt über ein feuchtes, tropisches Klima. Die niedrigste Lufttemperatur liegt bei 23,6 °C, die höchste bei 30,7 °C. Die Durchschnittstemperatur beträgt 27,2 °C bei einer durchschnittlichen Luftfeuchtigkeit von 87 %. An 19 bis 29 Tagen pro Monat fällt Regen, insgesamt in einem Jahr 4306 mm. Der Südostmonsun weht aus Richtung Australien von Mai bis November. Er enthält nicht viel Feuchtigkeit, im Gegensatz zum von Asien kommenden Nordwestwind von Dezember bis April, der viel Regen bringt.

### Verwaltungsgliederung
Fast die gesamte Inselgruppe bildet seit dem 9. Mai 2003 (Gesetz Nummer 26 vom 3. Mai 2002) den Regierungsbezirk (Kabupaten) Raja Ampat, seit 2022 in der Provinz Papua Barat Daya. Allerdings gehört der Süden der Insel Salawati zum Regierungsbezirk Sorong.
Der Regierungsbezirk hat eine Landfläche von 46.108 km² und eine Küstenlinie von insgesamt 753 km. Zählt man die Meeresfläche dazu, ist Raja Ampat 4,6 Millionen Hektar groß. Der Regierungsbezirk teilt sich in 24 Distrikte (Kecamatan) und 121 Dörfer (117 Kampung und vier Kelurahan). Hauptort ist Wasai (Waisai) auf Waigeo, etwa 58 Kilometer von der Stadt Sorong auf Neuguinea entfernt.
| Distrikte                                  | |      |
|                                            | Distrikt | Lage |
| Ayau (Distrikt)                            | Insel Ayau (Aju)                                                                                              |      |
| Ayauinseln (Kepulauan Ayau)                | Ayau-Inseln (ohne die Hauptinsel Ayau)                                                                        |      |
| Kofiau (Distrikt)                          | Inseln Kofiau, Efforobi, Boo-Inseln und weitere kleine Inseln                                                 |      |
| Meosmanswar                                | Süden und Westen der Insel Gam, Mansuar und Kri                                                               |      |
| Misool                                     | Westen der Insel Misool und vorgelagerte Inseln (z. B. Nampale, Fafan, Senyu und Gam)                         |      |
| Mayalibitbucht (Teluk Mayalibit)           | Insel Waigeo, Südteil der Mayalibitbucht                                                                      |      |
| Nordbatanta (Batanta Utara)                | Norden der Insel Batanta                                                                                      |      |
| Nordsalawati (Salawati Utara)              | Norden der Insel Salawati                                                                                     |      |
| Nordwaigeo (Waigeo Utara)                  | Im Nordosten der Insel Waigeo                                                                                 |      |
| Ostmisool (Misool Timur)                   | Osten der Insel Misool und östlich gelegene Inseln, wie Daram                                                 |      |
| Ostwaigeo (Waigeo Timur)                   | Äußerster Osten der Insel Waigeo                                                                              |      |
| Sembilaninseln (Kepulauan Sembilan)        | Babi (Weeim), Nusela-Inseln und die anderen Sembilaninseln                                                    |      |
| Südbatanta (Batanta Selatan)               | Süden der Insel Batanta                                                                                       |      |
| Südmisool (Misool Selatan)                 | Schmaler Streifen im Südosten der Insel Misool und südöstlich gelegene Inseln, wie Warakaraket, Polee (Pelee) |      |
| Südwaigeo (Waigeo Selatan)                 | Südwesten von Waigeo und Nordosten von Gam                                                                    |      |
| Supnin                                     | Norden von Waigeo                                                                                             |      |
| Tiplol Mayalibit                           | Insel Waigeo, Nordteil der Mayalibitbucht                                                                     |      |
| Wasai (Kota Wasai)                         | Stadt Wasai im Süden der Insel Waigeo                                                                         |      |
| Wawarboni (Wawarbomi)                      | |      |
| Westmisool (Misool Barat)                  | Süden der Insel Misool                                                                                        |      |
| Westsalawati (Salawati Barat)              | Westen der Insel Salawati                                                                                     |      |
| Westwaigeo Festland (Waigeo Barat Daratan) | Westen von Waigeo und Inseln nordwestlich davon, wie Kawe und Waiaginseln                                     |      |
| Westwaigeo-Inseln (Waigeo Barat Kepulauan) | Insel Gag, Faminseln, Batang Pele und weitere Inseln südwestlich von Waigeo                                   |      |
| Zentralsalawati (Salawati Tengah)          | Mitte der Insel Salawati                                                                                      |      |

## Einwohner
35 der Inseln sind bewohnt. 2010 zählte man im Regierungsbezirk Raja Ampat 60.386 Einwohner (33.486 Männer, 26.918 Frauen). 2001 waren es noch 47.771. Es werden sieben Sprachen gesprochen. Fast die gesamte Bevölkerung lebt am Meer, die Dörfer bestehen teilweise aus Pfahlbauten im Meer. Nur in den Kampungs Kalobo, Waijan, Tomolol, Wasai und Magey wird auch weiter im Inselinneren gesiedelt.

## Fauna und Flora

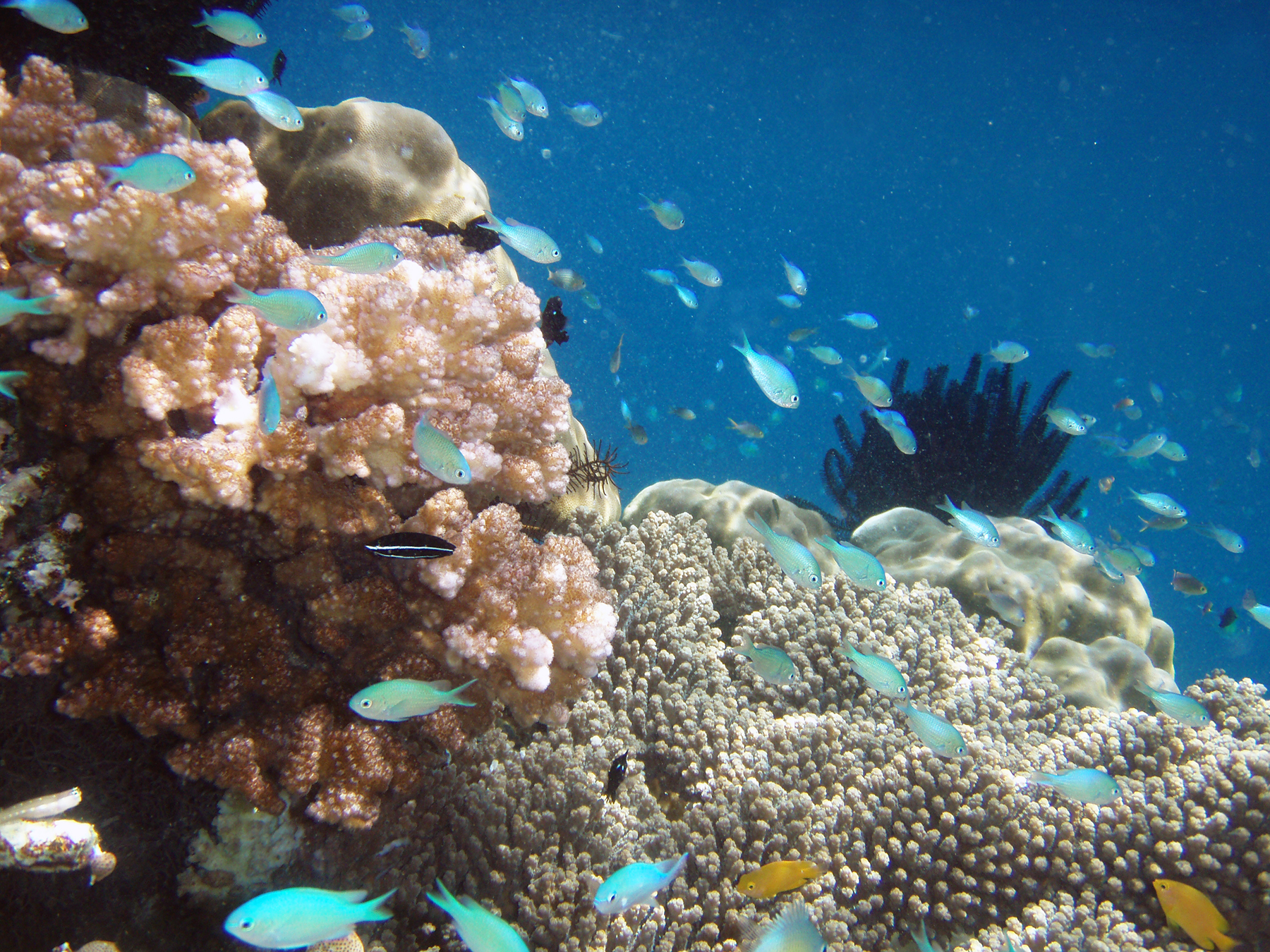
Steinkorallen, Riffbarsche und ein Haarstern (schwarz, im Hintergrund)

Plattentektonische Verwerfungen und Kontinentalplattendrift und damit die Zerstreuung mehrerer endemischer Arten mit anschließender Wiedervereinigung der Tierarten sowie unterschiedliche Gesteinsformationen wie Steilwände einerseits und seichte Lagunen andererseits sorgten für die marine Artenvielfalt. Steinkorallen und Mangrovenwälder bilden ein ideales Versteck für die marine Kinderstube.
Der Archipel liegt mitten im sogenannten Korallendreieck, einem Zentrum mariner Artenvielfalt. 2002 wurden bei einer 23 Tage langen Expedition der Organisation Nature Conservancy und einigen Partnern 505 Korallenarten und 828 Fischarten gezählt, deren Vorkommen in Raja Ampat bisher nicht bekannt war. Der australische Ichthyologe Gerald R. Allen konnte bei einem einzigen Tauchgang 283 Fischarten zählen. Insgesamt wurden bisher 1318 Fischarten festgestellt, dazu 699 Arten von Weichtieren und 537 verschiedene Korallenarten. Zu den neu entdeckten Fischarten zählt der Bambushai Hemiscyllium henryi, der mit seinen Brustflossen über den Meeresboden laufen kann.
Das Gebiet hat die welthöchste Anzahl an Steinkorallenarten für ein Gebiet vergleichbarer Größe. Insgesamt 488 Arten an Steinkorallen wurden identifiziert. Von 35 weiteren Arten, die man bei der Expedition fand, waren 13 vermutlich neu für die Wissenschaft. Etwa 75 % der weltweit bekannten Korallenarten befinden sich hier. Neben Stein- und Oktokorallen finden sich unter den sessilen Tieren vor allem Schwämme und viele Seescheiden, darunter die Grüne Riffseescheide und die Goldseescheide. Größtes Weichtier der Korallenriffe ist die eine Schalenlänge von 1,1 Meter erreichende Riesenmuschel Tridacna gigas. Zu den Fischarten gehören Teufelsrochen, Lippfische, Doktorfische, Husarenfische, Schnapper, Süßlippen, Korallenwächter, Riff- und Fahnenbarsche, Glas- und Beilfische, Schleimfische, winzige Grundeln, sowie die Zwergseepferdchen Hippocampus bargibanti und Hippocampus denise, die sich zwischen Gorgonien der Gattungen Muricella und Annella verstecken. Die Brackwassergebiete werden unter anderem von Schützenfischen bewohnt. In der Region liegt auch der im pazifischen Raum bedeutendste Nistplatz für die größte Schildkröte der Welt, die Lederschildkröte (Dermochelys coriacea).
Das gesamte Gebiet ist Anwärter auf den Status UNESCO-Weltnaturerbe. Selbst das zehnmal größere australische Große Barriereriff weist deutlich weniger Arten auf.
Das Gebiet wurde bisher nicht durch das Klimaphänomen El Niño betroffen und wird daher als eine mögliche Quelle für die Wiederbesiedelung stark gefährdeter Korallenriffe im restlichen Indonesien und in den Philippinen angesehen. Es ist allerdings durch Dynamit- und Cyanidfischerei sowie durch Abholzung des Baumbestands auf den Inseln bedroht.

## Wirtschaft und Transport

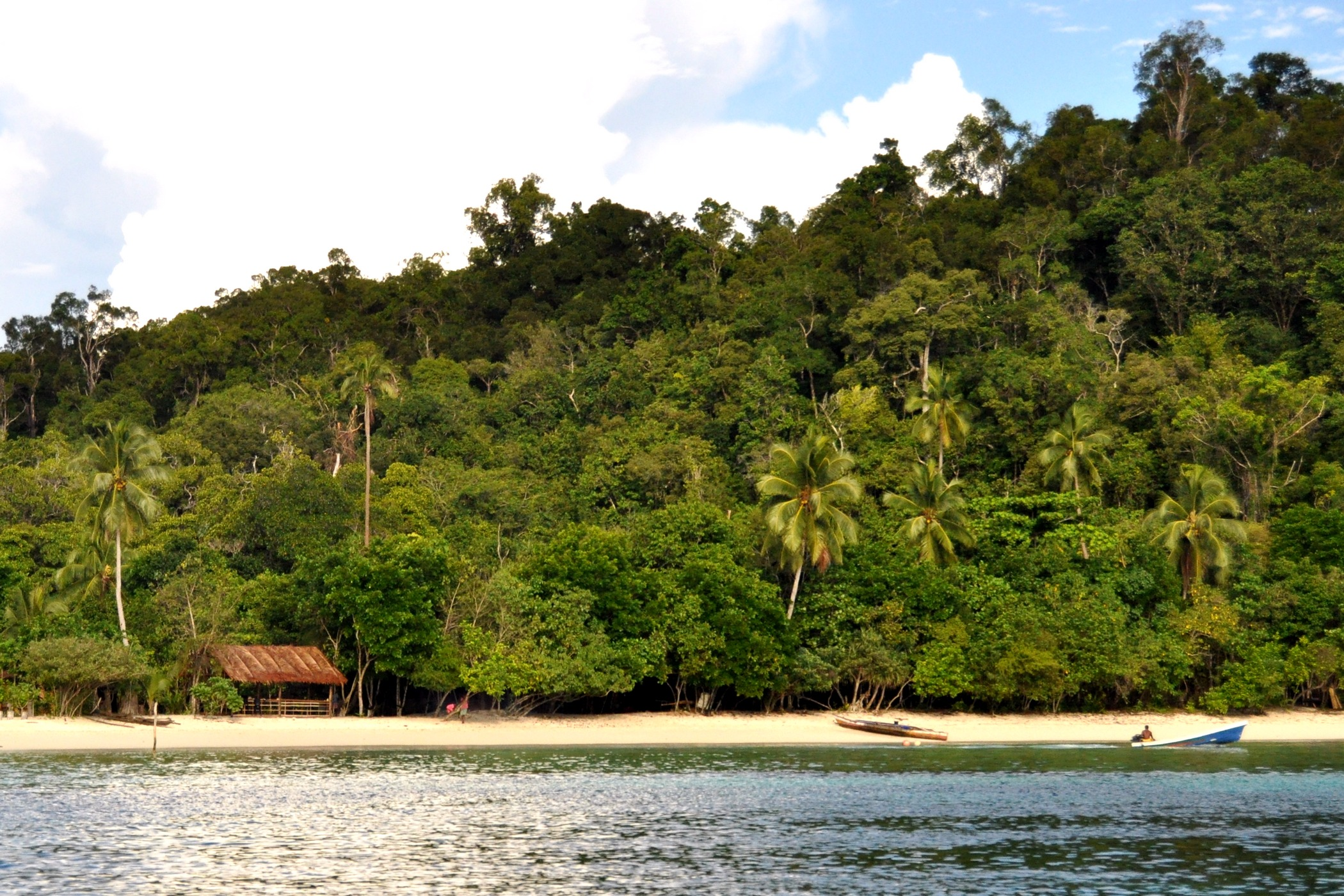
Strand im Archipel

Neben dem Tourismus gibt es Potenzial auch für andere Erwerbsquellen, wobei die meisten Einwohner derzeit noch immer vom Fischfang leben. Auf den Faminseln, Kofiau und Salawati plant man Kokosnuss- und Palmölplantagen. Auf Salawati findet sich Kohle und Erdöl, Waigeo und Gag verfügen über Nickel, Batanta und Misool über Gold und Rohstoffe für Zement.
Sorong, auf dem benachbarten Neuguinea, ist mit Flugzeug und Schiff überregional zu erreichen. Von dort aus gibt es eine Schiffsverbindung nach Wasai.